# 尤利安·伦茨
尤利安·伦茨（德語：Julian Lenz；1993年2月17日—）是一位德國男職業網球運動員，2011年美國網球公開賽青年組雙打冠軍，當時夥拍另一德國球員罗宾·克恩。他在2020年1月6日取得個人單打排名新高的227名，而最高雙打排名則是在2021年6月21日取得的第162名。他曾代表貝勒大學參賽。
2019年德國網球公開賽是他首次透過贏得資格賽方式進入單打和雙打ATP巡回赛正賽，單打方面他第一輪便輸給世界排名第10的法比奧·福尼尼；雙打方面，他夥拍丹尼爾·馬蘇爾在第一輪救了兩個賽末點，爆冷擊敗亞歷山大和米沙·茲韋列夫。

## 青年組大滿貫決賽

### 雙打：1 （1冠）
| 賽果 | 年份 | 賽事 | 地面 | 拍擋      | 對手                                    | 比分     |
| ---- | ---- | ---- | ---- | --------- | --------------------------------------- | -------- |
| 贏   | 2011 | 美網 | 硬地 | 罗宾·克恩 | 馬克西姆·杜巴倫科 弗拉迪斯拉夫·马纳福夫 | 7–5, 6–4 |

## 外部連結
- 尤利安·伦茨（英文/西班牙文）的官方資料